# Nógrádi vár
A nógrádi vár (Novigrad, azaz Újvár ) Magyarország legrégibb szabálytalan alaprajzú, belső tornyos kővára. Az Ipoly folyó által félkörívbe fogott Börzsöny belsejében megbújó Nógrád község névadó vára, amely a környező vidékből hatvan méterre kimagasodó, nagy területű fennsíkot koronázza.
A község belterületének viszonylag központi helyén emelkedik, legegyszerűbben a főutcából (a 12 123-as útból délnek kiágazó 12 318-as úton közelíthető meg, s onnan rövid, könnyű sétával érhető el.

## Története
A 11. század várépítkezéseinek megfelelően fagerendákból alkotott, kazettás szerkezetű, majd földdel töltött várfalak jelentették a védelem erejét. Így épülhetett a nógrádi ispánsági vár is.
Az évszázadokon át királyi kézben lévő birtokot Árpád-házi IV. (Kun) László adományozta a Váci egyházmegyének. A fennsík egyik sarkában – mély szárazárokkal elkerítve – létesült a belsővár, melynek jelenleg igen csonka maradványokban látható épületeit a 15. század második felében emeltette Báthory Miklós váci püspök. Ebben az időszakban készült el az a nagyméretű, három emelet magas öregtorony is, melynek csonkja messziről jellegzetessé teszi a nógrádi várromot.

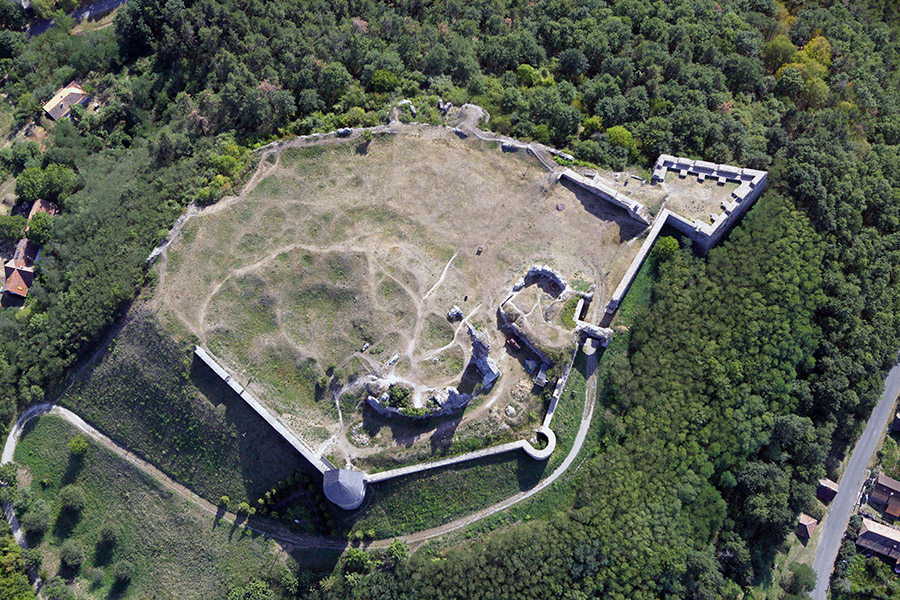
Nógrádi vár légi felvétele 2012-ből

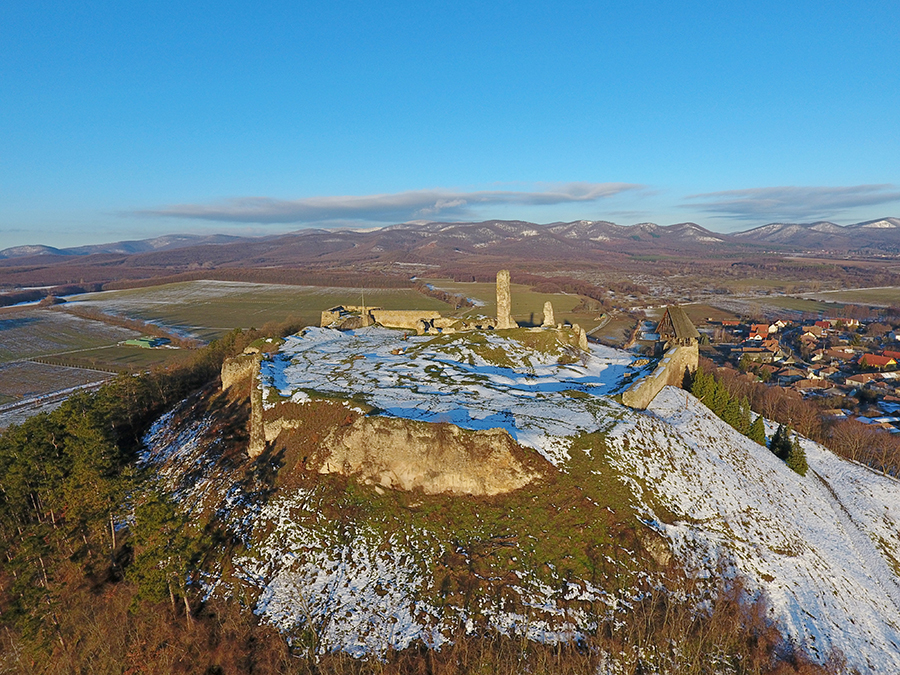
Nógrádi vár légi fotón

A korabeli feljegyzések szerint a magas lakótorony mellett reneszánsz díszítéssel, minden kényelmi berendezéssel ellátott palotaszárnyat alakított ki Jacobus Tragurinus dalmáciai építőmester, de megfordult a nagyszabású munkálatokon Hunyadi Mátyás király udvari építésze, Giovanni Dalmata is. Az építkezések végét az 1483-as évszámmal jegyzett, sárkányos, farkasfog díszítésű Báthory-címer jelzi, amit a feltárás alkalmával találtak a belsővár feltöltődött árkában. A külsővár védelmét eleinte ágyúrondellák, majd a 17. századtól kezdve óolasz típusú bástyák látták el.
1544-ben a közeledő törökök elől megfutamodott a helyőrsége, visszafoglalására csak kerek ötven esztendő múltán került sor. Az Oszmán Birodalom csapatainak második megszállása 1663 őszén történt, amikor 27 napi ostrom után voltak kénytelenek feladni posztjukat a királyi zsoldosok. Az 1685. évnek egy nyári viharában villám csapott a belsővár magas öregtornyába, felrobbantva az ott tárolt puskaport. Az óriási robbanás teljesen megsemmisítette a belsővárat, ezzel gyakorlatilag védhetetlenné téve azt. Ezzel katonai jelentőségét végleg elvesztette, falait a könyörtelen időjárás és a környékbeli lakosság bontó kezei fogyasztották meg.

### Felújítás
1949-ben kisméretű ásatást végeztek a belsővár árkában, de a helyreállításra 1997-ig várni kellett. Ebben az időszakban egészült ki az új-olaszbástya, kapott védőtetőt a kerek rondella, és felállították az országzászlót. Nógrád vára – a magyar történelem ezeréves néma tanúja – öregtornyának messziről látható csonkjával várja a távoli múltra kíváncsi látogatókat.
A vár a Nemzeti Várprogram harmadik ütemének egyik helyszíne volt, de végül kikerült a programból. 2023 áprilisában a várat életveszélyessé nyilvánították, majd annak tulajdonosa, a Nemzeti Vagyonkezelő Zrt. azt 2023.04.28. napján lezárta, látogatása tilos  volt. 2024.05.08-án a várban régészeti feltárás kezdődött a nyugati, déli és keleti falak belső oldalán, ezt követően ugyanezen a nyomvonalon védőkorlát épült. Ezzel a leesés veszélye elhárult. 2025.04.19 napján 10 órakor a várat – részlegesen – újra megnyitották a látogatók előtt.

## Képek a várról

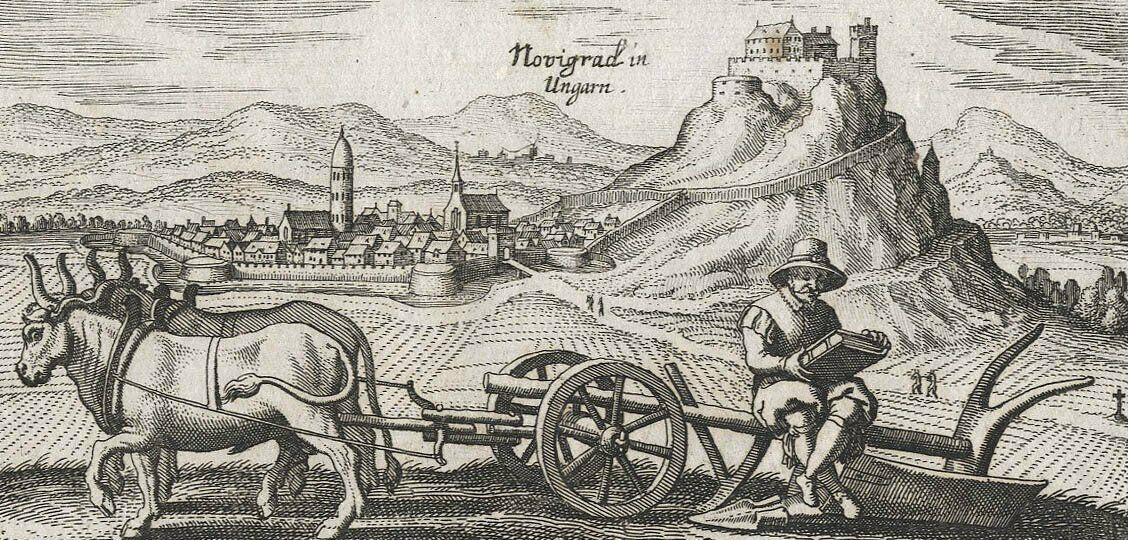
A nógrádi vár ábrázolása 1625-ben
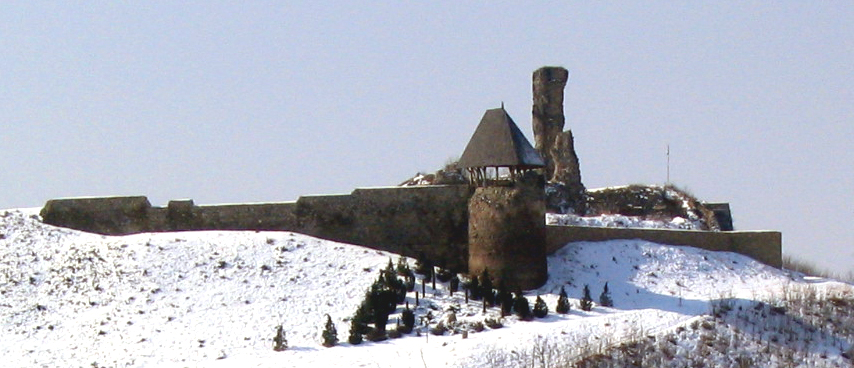
A vár télen
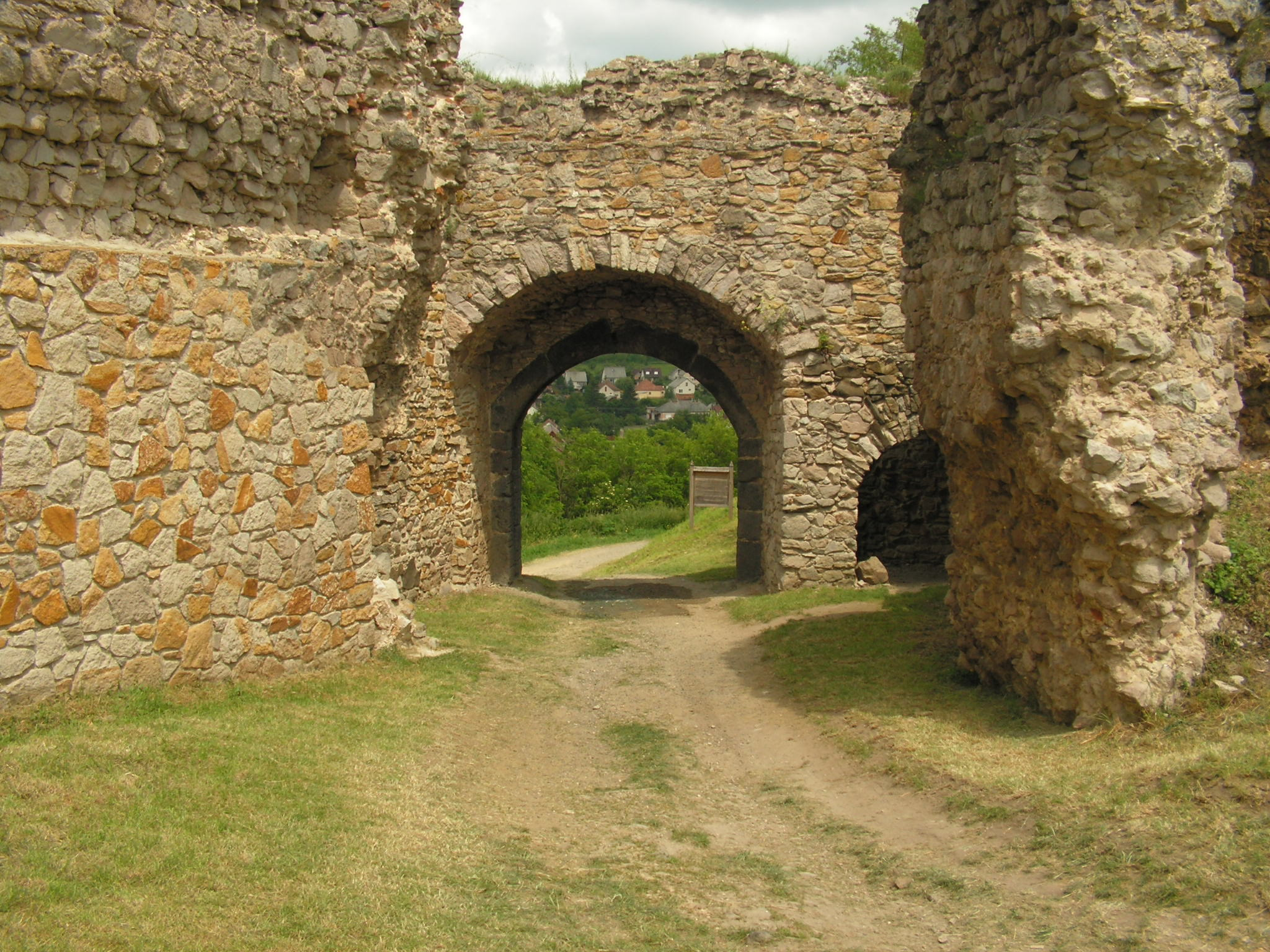
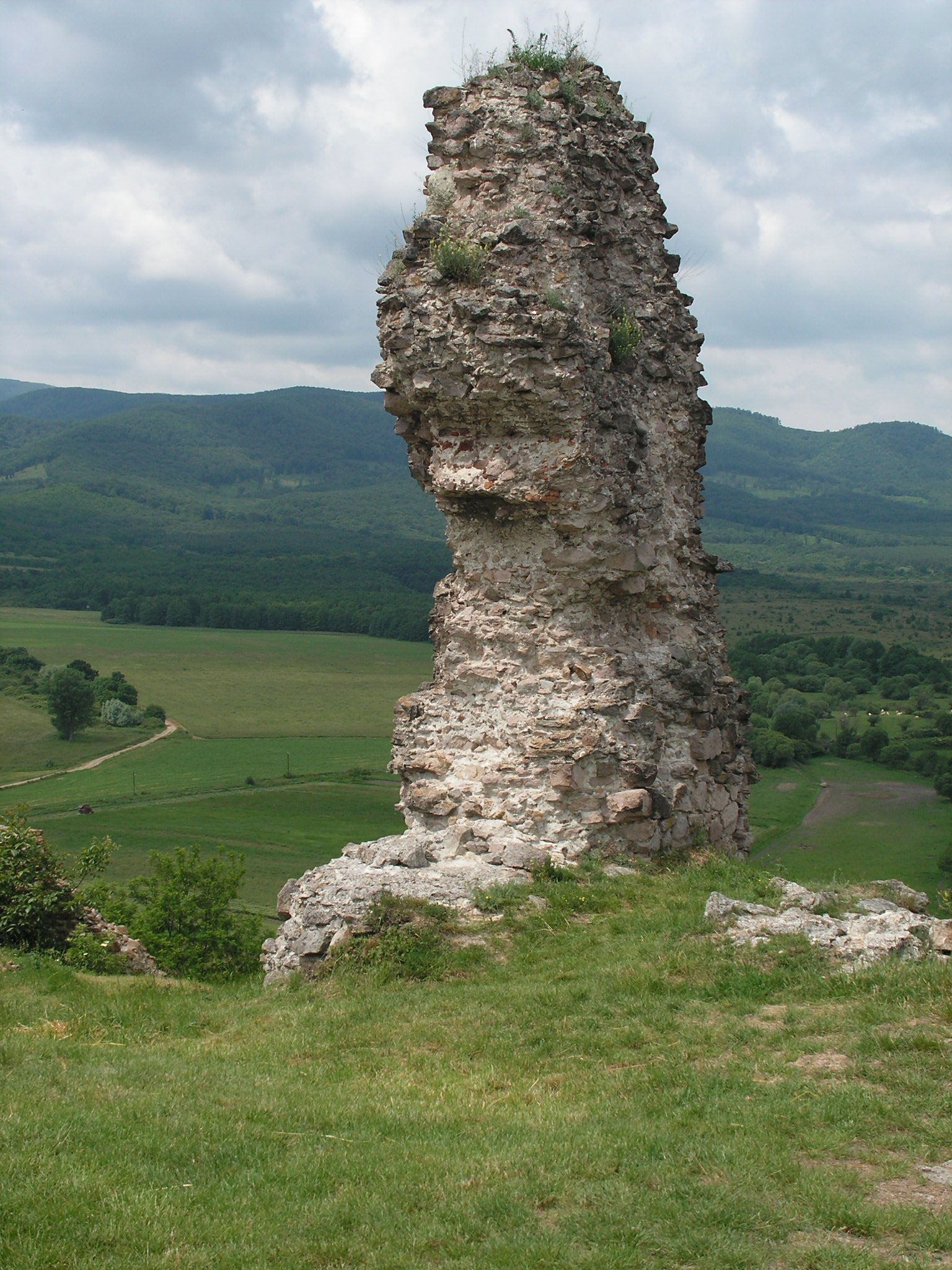
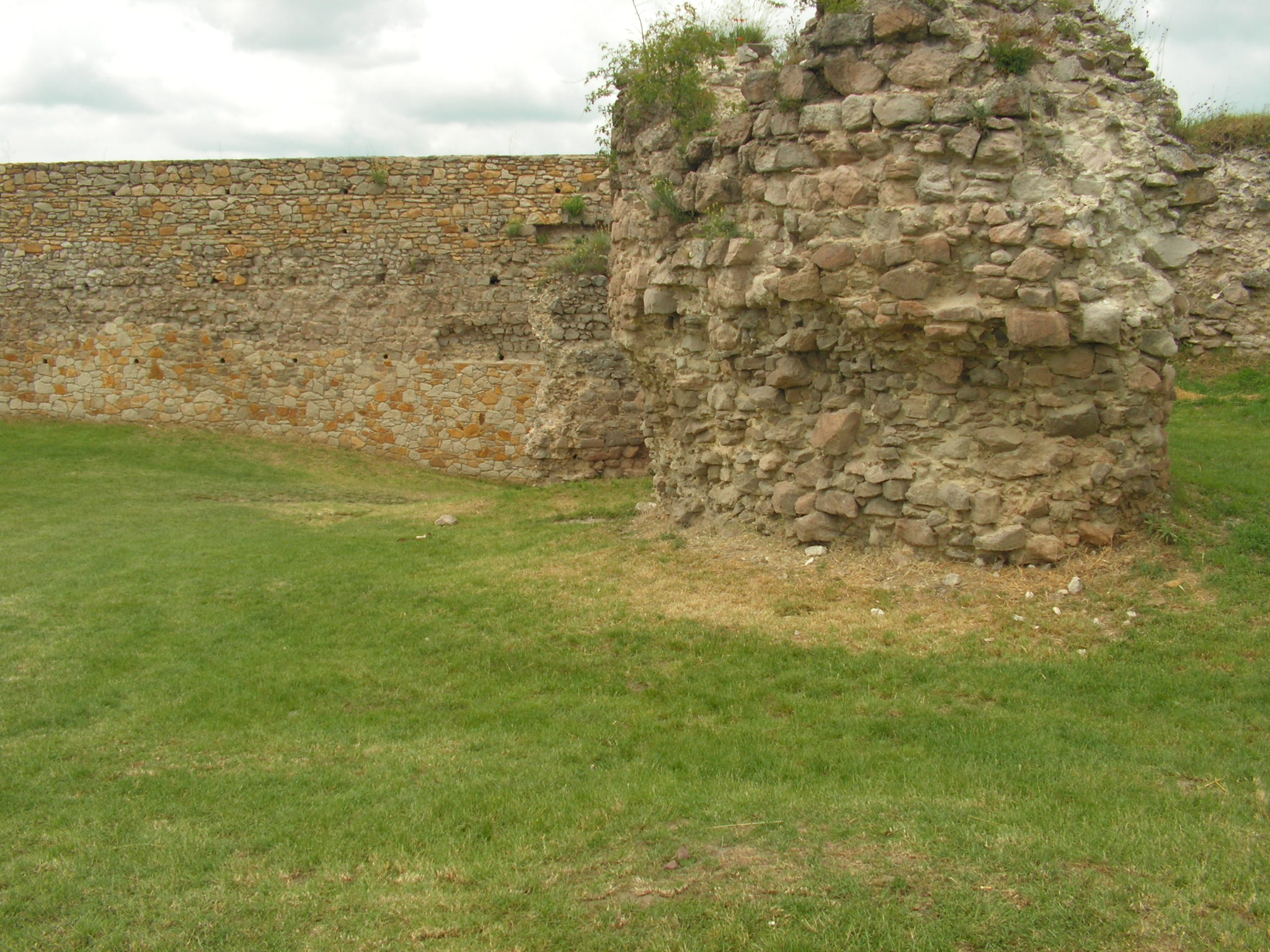
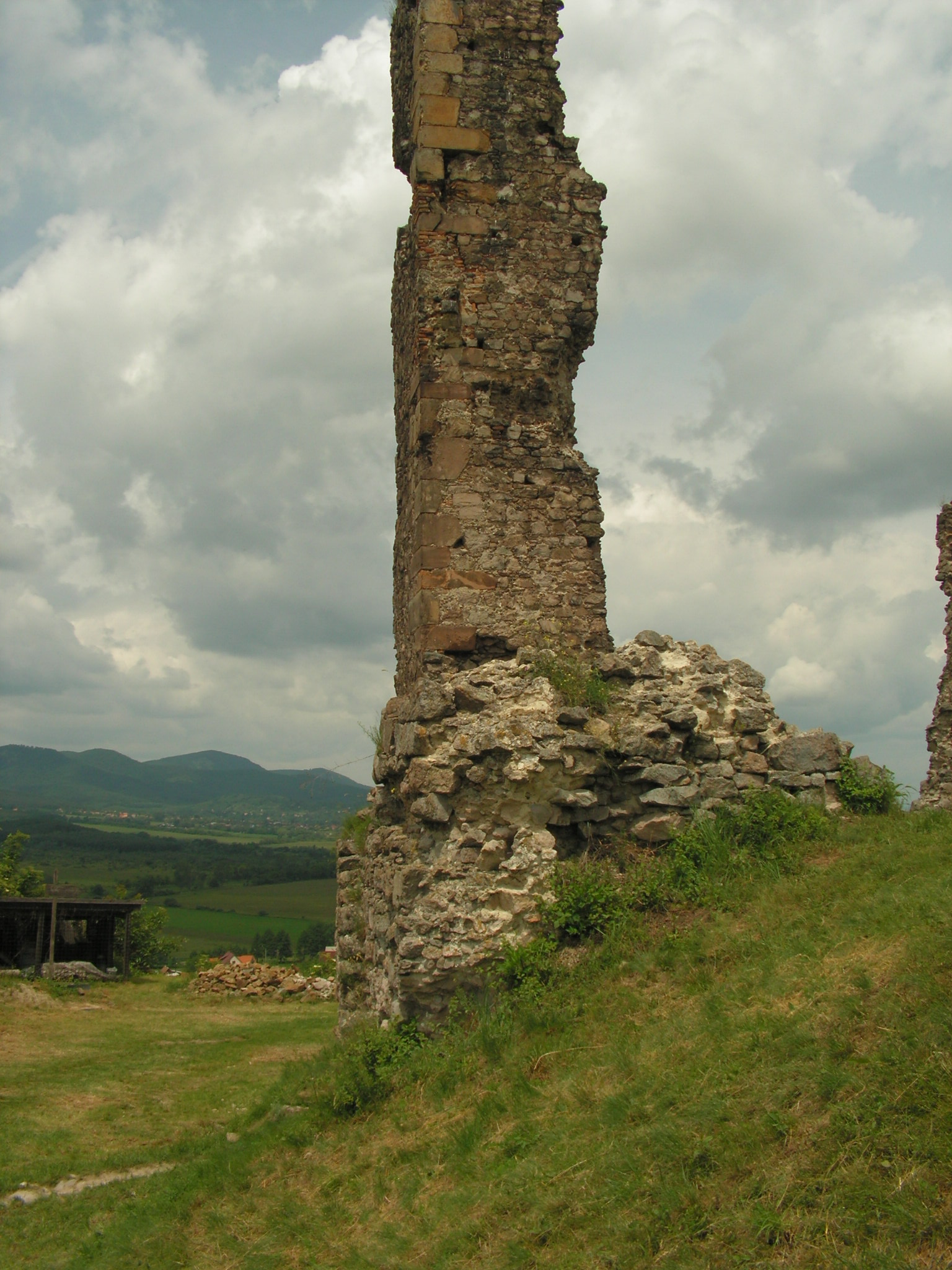
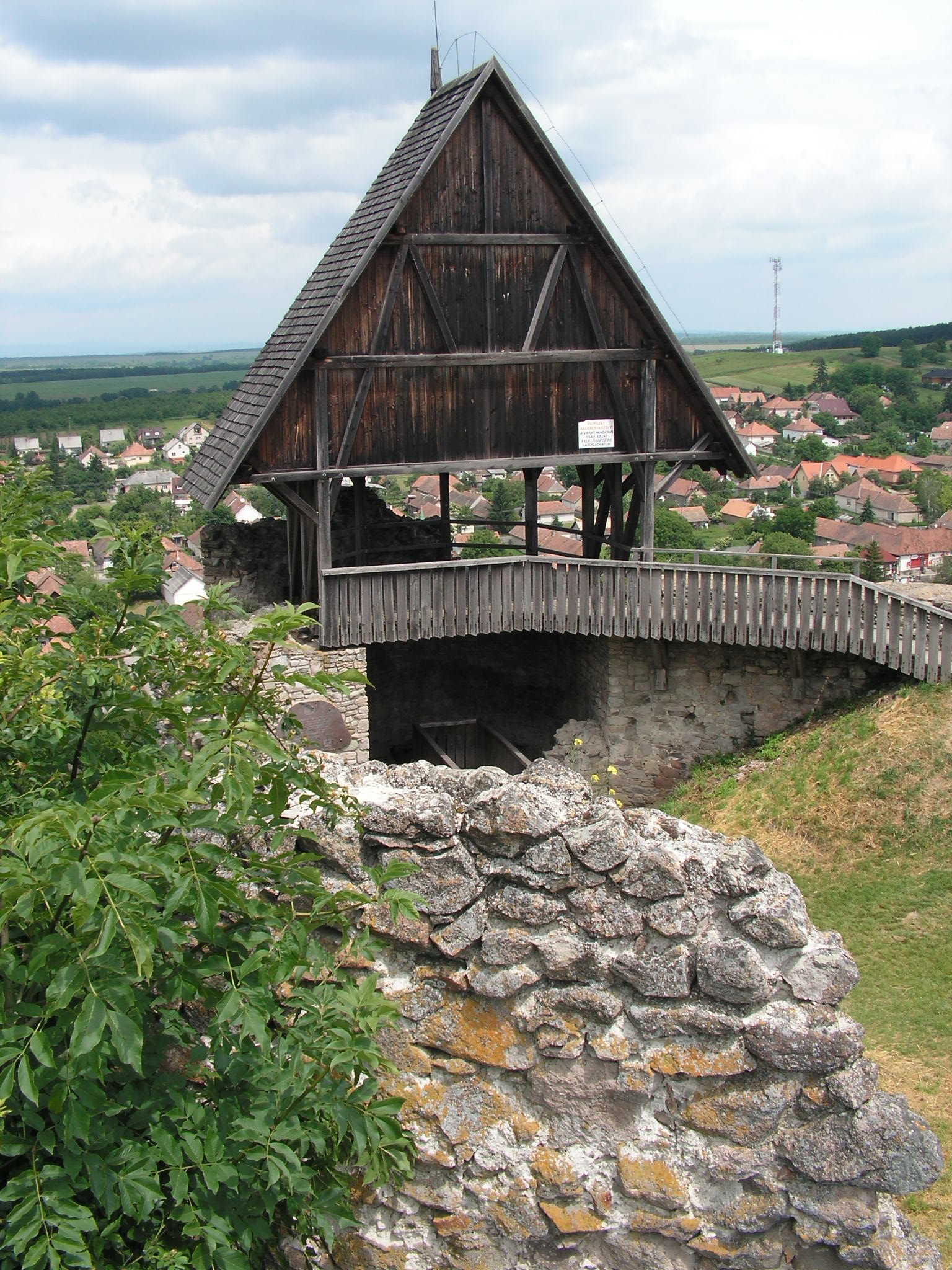
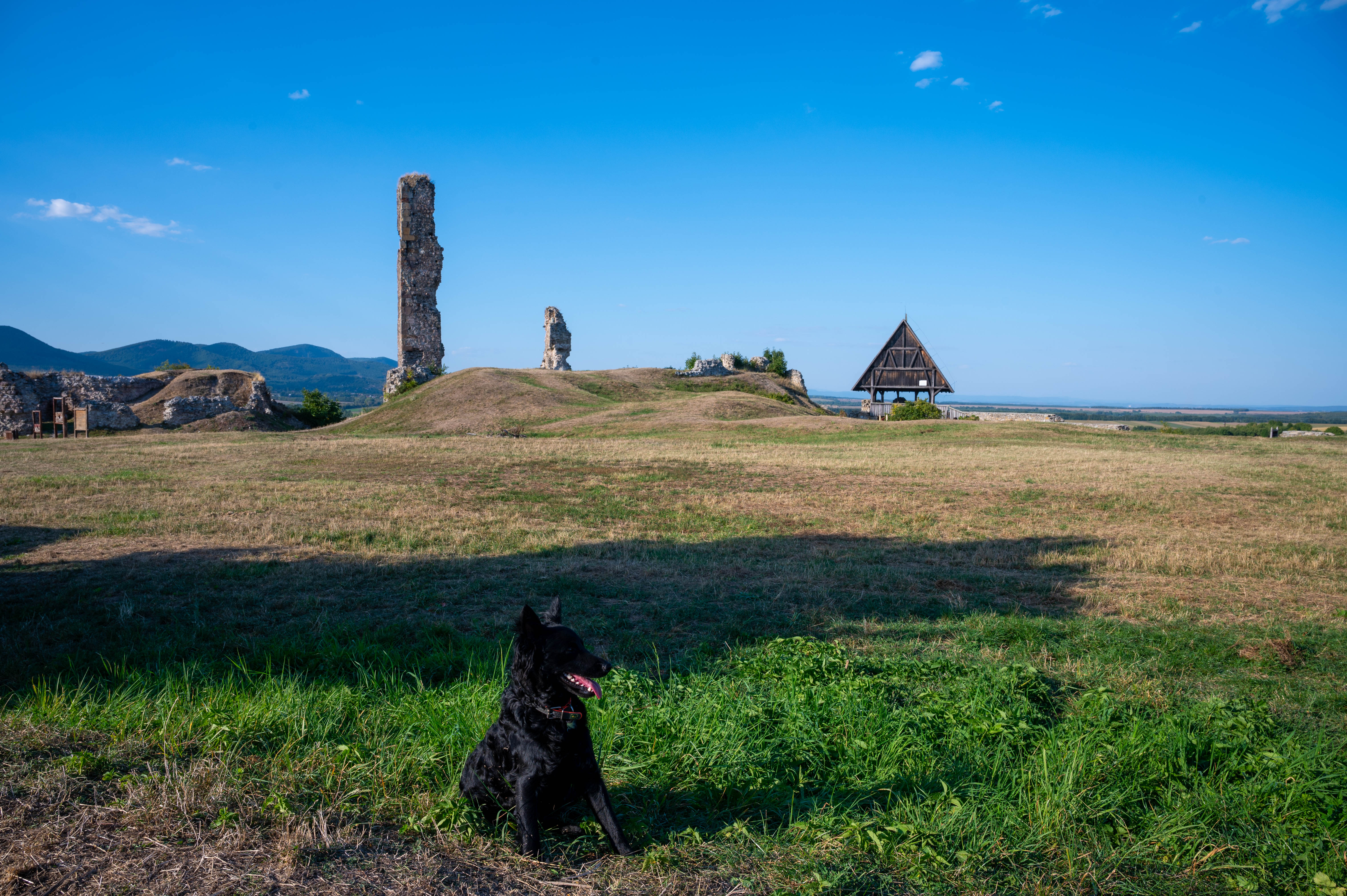